# Gabriel Aresti Segurola
Gabriel Aresti Segurola   (Bilbao, 14 d'octubre de 1933 - Bilbao, 5 de juny de 1975) va ser un escriptor basc considerat com un renovador de la poesia basca, temàticament i formalment.
No va parlar la llengua basca fins als dotze anys en què es va posar a estudiar-la pel seu compte. Aquest fet li va suposar ser pres com a símbol de tots aquells que es resistien a creure que el basc fos una llengua condemnada irremissiblement a l'extinció. Amb el temps, Aresti va esdevenir membre actiu de l'Acadèmia de la Llengua Basca i una de les primeres figures de la poesia en aquest idioma.
Va exercir un paper important en la unificació de la llengua literària: va prendre com a base la parla viva, popular, però filtrada amb un criteri científic allunyat tant de la vulgaritat com del purisme artificial. El resultat, encara que criticat pels sectors tradicionalistes, va ser decisiu en l'evolució de l'idioma basc.

## La seva poesia
Després d'un seguit de poemes apareguts en revistes, Aresti va publicar l'any 1960 el seu primer llibre que, tot i no ser la seva obra més famosa, sí que és la més important: Maldan behera (Costa avall). Els seus gairebé dos mil versos, distribuïts en vint-i-un cants, componen un relat mític i èpic, protagonitzat per un heroi o superhome. El conjunt, de complexes dimensions simbòliques i fascinant elaboració estilística, no va tenir, en un primer moment, l'acollida que mereixia ni la valoració per la crítica especialitzada. A conseqüència d'això, i a una crisi religiosa i ideològica que va patir en aquells moments, Aresti es va plantejar la necessitat d'una poesia d'abast més majoritari.
Així, l'any 1964, publica Harri eta Herri (Pedra i poble), el seu llibre més famós. El seu significat per a la poesia basca serà semblant al que tenien, als Països Catalans i a Galícia, els llibres d'Espriu i Ferreiro. O, potser, més encara atès que amb aquesta obra s'inicia una nova etapa per a la literatura en llengua basca. En aquesta mateixa línia se situaran obres posteriors d'Aresti com ara Euskal Harri (Pedra basca), Harrizko Herri hau (Aquest poble de pedra) i Azken Harria (Darrera pedra).
La nova poesia d'Aresti aborda temes nous, actuals i immediats. És decisiva la seva preferència pels assumptes trets de l'ambient urbà (enfront del ruralisme dominant d'altres èpoques). El seu enfocament és clarament social: en certa ocasió va dir que la poesia era per a ell "un mitjà didàctic d'educació de masses". A més, la seva postura nacionalista avançada era compatible amb profunds poemes personals i autobiogràfics.
Des d'un punt de vista formal, Aresti va introduir el vers lliure i el llenguatge conversacional, dues novetats absolutes en la poesia basca (ací podem veure la influència del seu paisà Blas de Otero). L'arrel popular i la força expressiva són trets essencials del seu estil.
Aquestes característiques d'expressió i contingut li van donar aviat tal fama que molts dels seus poemes es van convertir en cançons en ser musicats. Avui dia ha esdevingut tot un clàssic.